# VUC & HF Nordjylland
VUC & HF Nordjylland er en nordjysk uddannelsesinstitution, hvor det er muligt at forbedre en folkeskoleeksamen eller supplere en studentereksamen (VUC) eller at tage en 2-årig HF.
VUC & HF Nordjylland har disse afdelinger:
- Aalborg
- Frederikshavn
- Himmerland (herunder Hobro, Hadsund og Aars)
- Hjørring
- Brønderslev
- Hirtshals
- Jammerbugt (herunder Aabybro og Brovst)

På flere af uddannelsesstederne tilbydes der ordblindeundervisning og anden hjælp til f.eks. at stave, regne mm.